# Vene intercostale anterioare
Venele intercostale anterioare sunt acele venele care drenează spațiul intercostal anterior.